# تاسکو (بویاکا)
تاسکو (انگلیسی: Tasco, Boyacá) یک منطقه مسکونی در کلمبیا است.